# Mark Anthony Stroman
Mark Anthony Stroman (13 de octubre de 1969 - 20 de julio de 2011)fue un terrorista neonazi y asesino en serie estadounidense que fue ejecutado en Texas por sus crímenes. En 2001, Stroman llevó a cabo una ola de tiroteos tras los ataques del 11 de septiembre, matando a dos personas e hiriendo gravemente a una tercera. Su motivo para los asesinatos fueron su "venganza" por los atentados del 11 de septiembre, ya que atacó específicamente a árabes o personas que parecieran "de ascendencia musulmana". Sin embargo, sus víctimas eran todas del sur de Asia, y una de las dos víctimas de asesinato era hindú.

## Primeros años
Mark Anthony Stroman nació el 13 de octubre de 1969 en la ciudad de Dallas, Texas. Supuestamente sufrió abusos de parte de su padrastro cuando era niño. Según un documental sobre su vida, se casó a los 15 años y tuvo hijos poco después. Se identificaba como un supremacista blanco y era miembro de la Hermandad Aria de Texas. Justo antes del comienzo de los asesinatos, estaba en libertad bajo fianza por un arresto por posesión de armas. Tenía varias condenas previas por robo, fraude con tarjetas de crédito, robo y hurto. Cumplió al menos dos condenas de prisión y había sido puesto en libertad condicional dos veces. Su historial juvenil muestra que estuvo involucrado en un robo a mano armada a la edad de 12 años. Estaba cubierto de tatuajes con imágenes nazis y del KKK.

## Ola de tiroteos
El 15 de septiembre de 2001, Stroman entró en una tienda de conveniencia del vecindario Pleasant Grove en Dallas, Texas, llamada Mom's Grocery. Se encontró con Waqar Hasan, un inmigrante paquistaní musulmán de 46 años que era el dueño de la tienda y se había mudado a la zona ese mismo año. Mientras Hasan asaba hamburguesas, Stroman le disparó fatalmente en la cabeza y huyó de la tienda.
El 21 de septiembre, Stroman entró en una gasolinera de Dallas, donde se encontró con Rais Bhuiyan, de 28 años, un ex piloto de la Fuerza Aérea de Bangladesh que trabajaba allí como cajero. Stroman apuntó a Bhuiyan con una Escopeta de dos cañones. Pensando que se trataba de un robo a mano armada, Bhuiyan comenzó a vaciar la caja registradora, pero Stroman le preguntó a Bhuiyan de dónde era. Antes de que Bhuiyan pudiera darle una respuesta adecuada, Stroman le disparó una vez en la cabeza. Bhuiyan cayó, mientras Stroman huyo del sitio. Bhuiyan quedó parcialmente ciego de su ojo derecho a causa del tiroteo.
El 4 de octubre, Stroman disparó y mató a Vasudev Patel, un inmigrante indio hindú de 49 años que trabajaba en una gasolinera en Mesquite, Texas. Patel se había mudado de la India a Texas en 1983 y era ciudadano estadounidense naturalizado. Stroman asesinó a Patel durante un intento de robo a mano armada en la gasolinera, que fue captado en video por una cámara de seguridad de la tienda. Stroman entró en la gasolinera con una pistola calibre .44 y le exigió dinero a Patel. Patel intentó alcanzar un arma que tenía escondida debajo del mostrador, pero Stroman le disparó en el pecho antes de que pudiera agarrarla a tiempo. Patel cayó al suelo y quedó agonizante mientras Stroman intentaba abrir a la fuerza la caja registradora. Incapaz de abrir la caja registradora, Stroman huyó de la tienda con las manos vacías.

## Juicio y ejecución
Stroman fue capturado el 5 de octubre. Dijo que había atacado a árabes en venganza por los ataques del 11 de septiembre. Afirmó que su hermana murió durante los ataques, aunque los documentos judiciales mostraban que no había pruebas de que hubiera existido. Dijo a la policía que estaba vengando la muerte de quienes murieron el 11 de septiembre y que había elegido a sus víctimas específicamente porque parecían personas "de ascendencia musulmana". En el momento de su arresto, dijo a la policía que había hecho lo que todos los estadounidenses querían hacer y que estaban en guerra.
El 15 de noviembre de 2001, Stroman fue acusado de homicidio capital. El 5 de abril de 2002, un jurado lo declaró culpable y fue condenado a muerte.
Un año después de los asesinatos, Stroman no expresó ningún remordimiento por sus crímenes. Escribió en su blog que lo que hizo no fue un crimen de odio sino un acto de pasión y patriotismo. Hasta la fecha de su ejecución, Bhuiyan protestó por la sentencia de muerte de Stroman, creyendo que no merecía ser ejecutado.
En sus últimos años de prisión, Stroman expresó remordimiento por sus crímenes. Después de enterarse de que Bhuiyan había pedido que le salvaran la vida, Stroman cambió de opinión y describió a Bhuiyan como "un alma inspiradora". Al parecer, sus opiniones racistas cambiaron. Finalmente, habló con Bhuiyan y le agradeció su compasión.
Stroman fue ejecutado el 20 de julio de 2011 mediante inyección letal en la prisión estatal de la Unidad de Huntsville en Huntsville, Texas. Fue incinerado y sus cenizas fueron esparcidas sobre el Gran Cañón.

## En la cultura popular
En 2016, un documental llamado Ojo por ojo fue estrenada por el cineasta Ilan Ziv. La película documenta el camino de Stroman desde que era un asesino vengativo hasta que sus víctimas lo perdonaron. La película incluye entrevistas con familiares de las víctimas, así como con el propio Stroman antes de su ejecución.